# Rho Indi
Rho Indi (ρ Ind / HD 216437 / HR 8701) es una estrella situada en la constelación de Indus. Su magnitud aparente es +6,06 y se encuentra a 86 años luz del sistema solar. En 2002 se anunció el descubrimiento de un planeta extrasolar orbitando alrededor de esta estrella.
Rho Indi es una subgigante amarilla de tipo espectral G4IV-V con una temperatura superficial de 5636 K. Su masa y diámetro son ligeramente mayores que los del Sol; con una masa un 7% mayor que la masa solar, tiene un diámetro un 10% más grande que el diámetro solar. Su metalicidad, dato estrechamente relacionado con la presencia de sistemas planetarios, es prácticamente igual a la del Sol.
Rho Indi puede ser una estrella antigua con una edad, basada en su actividad cromosférica, comprendida entre 3.980 y 12.960 millones de años, en función del tipo de calibración empleado. Otro método para el cálculo de la edad utilizando la temperatura efectiva y la luminosidad permite estimar la edad de Rho Indi entre 7.500 y 9.700 millones de años.

## Sistema planetario
En 2002 se descubrió un planeta extrasolar orbitando alrededor de Rho Indi, denominado Rho Indi b o HD 216437 b. El planeta, con una masa mínima 2,1 veces mayor que la masa de Júpiter, orbita a una distancia media de la estrella de 2,7 UA. Su período orbital es de 1294 días (3,54 años).
| Acompañante (En orden desde la estrella) | Masa (MJ) | Período orbital (días) | Semieje mayor (UA) | Excentricidad |
| ---------------------------------------- | --------- | ---------------------- | ------------------ | ------------- |
| HD 216437 b                              | > 2,1     | 1294                   | 2,7                | 0,34          |